# Camponotus cocosensis
Camponotus cocosensis é uma espécie de inseto do gênero Camponotus, pertencente à família Formicidae.